# Terrier brasiler
El Terrier brasiler és una raça de gos del Brasil de mida petita, producte de l'encreuament de gossos de raça Fox terrier amb altres races de mida petita.

## Característiques
El seu aspecte recorda al del gos ratoner andalús. És un gos juganer, encara que pot servir de guàrdia. També és molt bona companyia, i si s'educa bé, es pot contenir en llocs petits. Una altra qualitat d'ells, és que el seu caràcter particular i juganer, disminueix amb l'edat. No obstant això, el seu caràcter està lligat a l'ambient en què es trobi, i com sigui el tracte dels seus amos cap a ell.
- Cap: Stop pronunciat. Crani arrodonit. morro fort.
- Ulls: Grans, arrodonits. El més foscos possible.
- Orelles: Triangulars, semierigides.
- Cos: Ben equilibrat. Coll moderadament llarg. Esquena i llom curts.
- Membres: Summament curts. peus petits.
- Cua: Es talla en néixer. Fort, de port alegre.
- Pèl: Curt, llis, fi, però no suau.
- Color: Tricolor (Blanc, negre i foc).
- Alçada: Mascle: de 35 a 40 cm.
- Femella: de 33 a 38 cm.
- Pes: Com a màxim 10 kg
- Funcions:
  - Gos de guàrdia
  - Gos de caça menor
  - Gos de companyia
- Grup: 3 - Terriers